# Alia Armstrong
Alia Armstrong (née le 28 décembre 2000 à La Nouvelle-Orléans) est une athlète américaine spécialiste du 100 mètres haies.

## Biographie
En 2022, elle remporte le titre du 100 m haies des Championnats NCAA, à Eugene, en 12 s 57 après avoir porté son record à 12 s 55 en demi-finale. Elle se classe troisième des championnats des États-Unis, derrière Kendra Harrison et Alaysha Johnson, en portant son record à 12 s 47 et validant sa sélection pour les championnats du monde. À Eugene, Alia Armstrong améliore son record personnel en demi-finale en 12 s 43, et se classe 4e de la finale en 12 s 31 avec un vent arrière de 2,5 m/s supérieur à la limite autorisée.
Le 13 mai 2023 à Baton Rouge, elle porte son record personnel à 12 s 40.

## Palmarès
| Date | Compétition           | Lieu   | Résultat | Épreuve     | Temps   |
| ---- | --------------------- | ------ | -------- | ----------- | ------- |
| 2022 | Championnats du monde | Eugene | 4e       | 100 m haies | 12 s 31 |

## Records
| Épreuve     | Temps               | Lieu        | Date        |
| ----------- | ------------------- | ----------- | ----------- |
| 100 m haies | 12 s 40 (+ 0,4 m/s) | Baton Rouge | 13 mai 2023 |